# Син-Дайта (станция)
Станция Син-Дайта (яп. 新代田駅 син дайта эки) — железнодорожная станция на линиях Инокасира, расположенная в специальном районе Сэтагая, Токио. Станция была открыта 1-го августа 1933 года под названием — Станция Дайта-Нитёмэ (яп. 代田二丁目駅 дайти нитёмэ эки). Была переименована 21-го июля 1966 года.

## Планировка станции
2 пути и 2 боковые платформы.
| 1 | ■ Линия Инокасира | Мэйдаймаэ ・ Эйфукутё ・ Кугаяма ・ Китидзёдзи |
| 2 | ■ Линия Инокасира | Симо-Китадзава ・ Сибуя                        |

## Близлежащие станции
| «                           |  | Линия           |  | »               |
| --------------------------- |  | --------------- |  | --------------- |
| Симо-Китадзава              |  | Линия Инокасира |  | Хигаси-Мацубара |
| Express: не останавливается |  |                 |  |                 |